# ISO 3166-2:SX
ISO 3166-2:SXはISOの3166-2規格のうち、SXで始まるものである。カリブ海にあったオランダの自治領・オランダ領アンティル（国コード：AN）が2010年10月に複数の地域へ解体されたことに伴い、同地域に属していたセント・マーチン島南部のシント・マールテンへ新たに割り当てられた。
シント・マールテンはISO 3166-1(ISO 3166-1 alpha-2)で、SXを国コードとして割り振られている。ISO 3166-2:SXに対応する行政区分コードの割り当てはない。